# Первопричина
Первопричина — основная, исходная причина чего-либо.

## В философии
Несотворённая или самосотворённая причина, к которой должен в конечном счёте приводить любой причинно-следственный ряд.

## В религиозной философии
Первопричина — это понятие, распространяющее причинную обусловленность всех конечных природных процессов на мир в целом: раз эти процессы имеют свои причины, то должна быть причина появления всего мира. Такая первопричина называется Творец.

## Различные философские понятия первопричины
Собственно понятие «первопричина» ввел Аристотель, но широкое хождение оно получило лишь в XVII—XVIII вв. Деизм ограничивает Творца функцией первопричины — первотолчка, теизм же наделяет его и свойством вмешательства в последующее развитие сотворённого им мира (Провидение Божие). Понятие первопричины перешло также в христианскую традицию и стало основанием одной из версий космологического аргумента о существовании Творца. В соответствии с этим аргументом, всякое наблюдаемое событие является результатом причинно-следственного ряда, необходимо оканчивающегося первопричиной, которая и есть Творец. Классическую формулировку этого аргумента дал Св. Фома Аквинский. Космологический аргумент отвергали многие позднейшие мыслители, в том числе Дэвид Юм и Иммануил Кант.
В схоластике и в новоевропейской философии Творца нередко называли первопричиной мира: у Бонавентуры причиной творения является Божественное совершенство; действуя (в творении) вне себя, Творец ничего не теряет от своей сущности, как и не добавляет к ней. «Творец — это в такой же мере первопричина, как и последнее основание сущего, а вещи могут быть познаны лишь из своих причин и оснований» (Г. Лейбниц). Иммануил Кант настаивал, что причинно-следственные отношения непригодны для понимания отношений Творца и мира: Творец даёт миру смысл и охватывает его спасающей любовью, Он — Сверхпричина. В томизме, однако, Творец рассматривается как Первопричина существования (esse) вещей: Бог-Творец дарует вещам существование и не является их причиной в смысле Лейбница и Канта.

## В буддизме
Буддизм полагает, что первопричину нужно искать в собственном постижении. Проблема первопричины не может быть разрешена интеллектом. Разум лишь истратит время на то, чтобы отвести от решения. Буддизм не призывает верить в то, что человек сам является Творцом мира, но он обещает, что по выполнении нужных требований человек сам узнаёт ответ, причём без тени сомнения.